# Allai
Allai (sardisk: Àllai) er en by og en kommune (comune) i provinsen Oristano i regionen Sardinien i Italien. Byen ligger i 60 meters højde og har 364 indbyggere (2016). Kommunen har et areal på 27,36 km² og grænser til kommunerne Busachi, Fordongianus, Ruinas, Samugheo, Siamanna, Siapiccia og Villaurbana.